# 아하론 지슬링

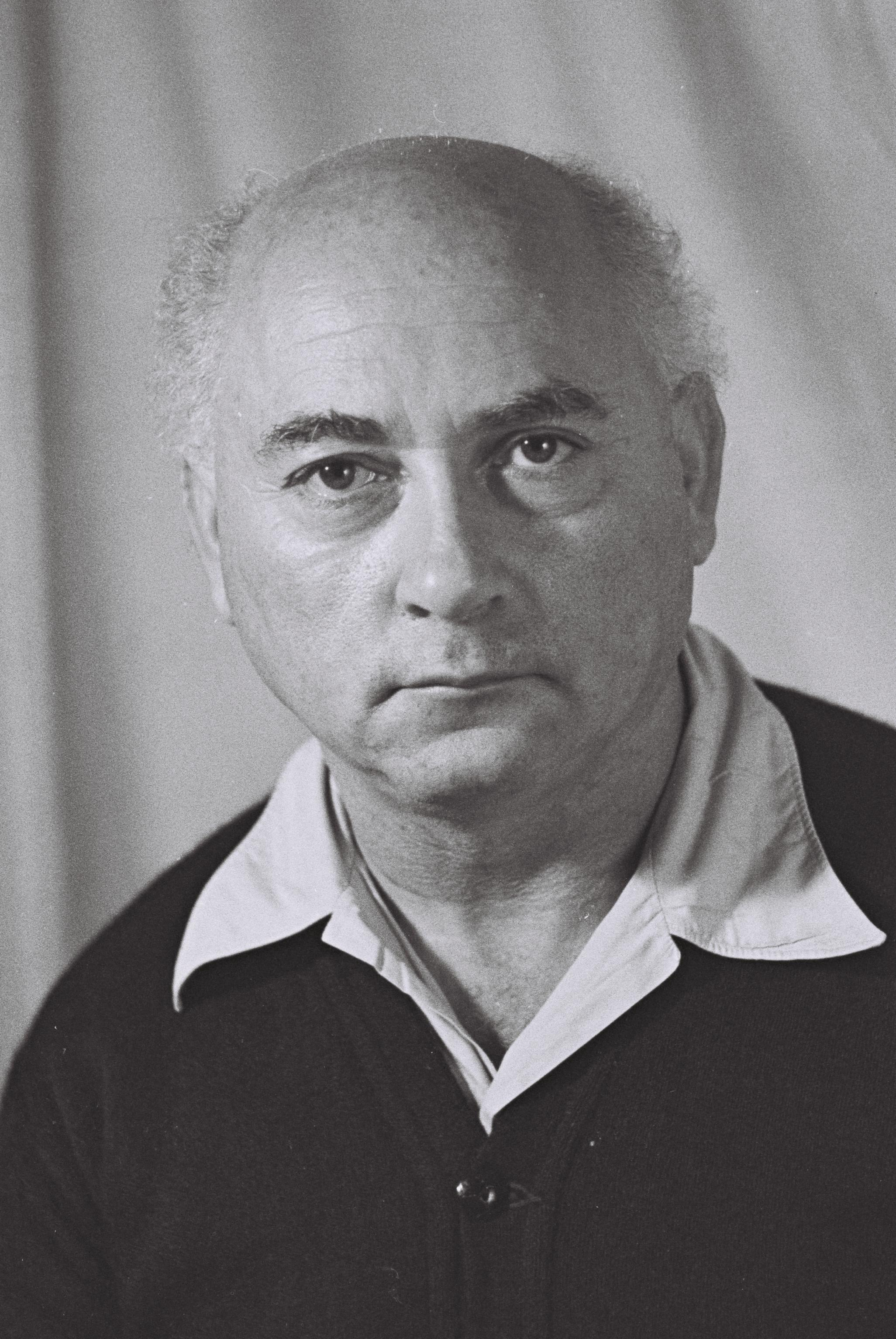
아하론 지슬링

아하론 지슬링(히브리어: אהרון ציזלינג Aharon Zisling, 1901년 2월 26일 ~ 1964년 1월 16일)은 이스라엘의 정치인이다. 이스라엘 독립 선언서 서명자 중 한 사람이며, 이스라엘 건국 후에는 농업부 장관을 역임했다.